# Buraka Som Sistema
Buraka Som Sistema fue un grupo de música electrónica de Portugal. La formación está especializada en el sonido kuduro, y están acreditados como los creadores del kuduro progresivo.
Entre otros galardones, Buraka Som Sistema ganó el MTV Europe Music Awards de 2008 en la categoría de "Mejor artista portugués".

## Biografía
Buraka Som Sistema surge en 2006 de la mano de João Barbosa (Branko), Rui Pité (DJ Riot), Andro Carvalho (Conductor) y Kalaf Ângelo. Barbosa y Pité eran productores de Cool Train Crew, del que Kalaf era uno de sus vocalistas. Los tres estaban interesados en crear un proyecto basado en el kuduro, y decidieron ponerlo en marcha tras conocer a Carvalho, un productor de hip hop de Angola que estaba de paso por Portugal. El nombre de la formación, Buraka Som Sistema, está inspirado en la freguesia de Buraca, en la ciudad de Amadora.
Su primer trabajo fue un EP llamado From Buraka, distribuido por el sello independiente Enchufada. Entre las canciones presentes en el disco se encuentra su primer sencillo, Yah!, con la colaboración de la cantante angoleña MC Petty. El álbum es más tarde reeditado como un CD, y gracias a ese trabajo la formación comienza a actuar en festivales como Glastonbury, Roskilde y Sónar.
En 2007 Buraka lanza un segundo EP, Sound of Kuduro. En él cuentan con la colaboración de M.I.A., quien apoya y promociona a la formación, y otros artistas angoleños y portugueses. Este trabajo sirvió como punto de partida para el lanzamiento de su segundo disco, Black Diamond, que salió a la venta en 2008 con distribución de Sony BMG. Su sencillo de lanzamiento, Kalemba (wegue wegue), cuenta con la voz de Pongolove. Ese mismo año, Buraka Som Sistema gana el premio a "mejor artista portugués" en los MTV Europe Music Awards.

## Discografía
- From Buraka to the World (2006, Enchufada)
- Black Diamond (2008, Sony BMG)
- Komba (2011, Enchufada)
- Buraka (2014, Enchufada)